# Max Donnevert
Maximilian Donnevert (1872-1936), plus connu comme Max Donnevert, est un homme politique allemand. Juriste, il fut député allemand au Landtag d'Alsace-Lorraine de 1911 à 1918.

## Biographie
Maximilian Donnevert voit le jour le 19 décembre 1872 à Sarrelouis, en province de Rhénanie. Il fait ses études de droit à l'université de Fribourg-en-Brisgau, puis à Strasbourg et enfin à Berlin. Depuis la défaite française de 1871, l'Alsace-Lorraine est annexée à l'Allemagne, offrant des opportunités nouvelles aux citoyens allemands, qui s'installent en masse dans ces nouveaux territoires du Reich. Max Donnevert effectue ainsi son stage pratique à Sarreguemines, puis à Sierck-les-Bains, Metz et Colmar. 
En 1901, Donnevert décide de s'installer à Metz, une ville animée, alors allemande, d'Alsace-Lorraine. Le barreau de Metz est alors totalement germanisé. Parmi ces avocats allemands, Max Donnevert, est sans doute le plus en vue. Il devient rapidement le chef de file du Liberaldemokratische Partei, le parti des libéraux-démocrates. 
Dans le paysage politique régional, on assiste en effet à l’implantation progressive des partis politiques de type allemand, corrélativement à l’émergence d’une politique régionale propre au Reichsland et à ses enjeux. Donnevert se présente naturellement aux élections du Landtag d'Alsace-Lorraine, l'assemblée législative d'Alsace-Lorraine. En 1911, Max Donnevert alors élu député avec 63,7 % des suffrages exprimés, siégeant avec l’étiquette Liberaldemokraten. Opposé aux socialistes du SPD et aux centristes du Elsaß-Lothringische Zentrumspartei, Max Donnevert défend une politique volontairement libérale.
Rittmeister dans la cavalerie pendant la Première Guerre mondiale, Max Donnevert ne peut revenir en Lorraine après l'Armistice de 1918. Il poursuit donc sa carrière outre-Rhin. Il est fait Docteur honoris causa de l'Université de Francfort en 1927. 
Max Donnevert décéda le 4 février 1936, à Berlin, où il repose au Südwestkirchhof Stahnsdorf.

## Mandats électifs
- Octobre 1911- Novembre 1918 : Circonscription de Metz I - Liberaldemokraten avec 63,7 % des suffrages exprimés.

## Sources
- Rudolf Schwander : Max Donnevert (1872-1936), in: Elsaß-Lothringisches Jahrbuch Bd. XV, Frankfurt am Main, 1936 (p. IX–XVI) ;
- François Roth, La Lorraine annexée, ed. Serpenoise, 2007 ;
- François Roth: La vie politique en Lorraine au 20e siècle, Presses universitaires de France, 1985 ;
- Hans Platzer: Die Landtagswahlen von 1911 in Elsass-Lothringen. Sondernummer. der Nachrichten des Statistischen Landesamts fuer Elsass-Lothringen'', Verl. d. Straßburger Druckerei u. Verl.-Anst., Straßburg, 1911 (p. 5-37)
- Cuno Horkenbach (dir.): Das Deutsche Reich 1918 bis heute, Berlin 1931, (p. 511).
- Rudolf Schwander: Dem Andenken Max Donneverts, in: Elsaß-Lothringisches Jahrbuch, Bd. XV, Frankfurt am Main 1936, S. IX–XVI
- Ingo Haar (de): Historiker im Nationalsozialismus, Zweite Ausgabe, 2000,  (ISBN 9783525359426), (p. 130) En ligne
- Rüdiger Hachtmann: Wissenschaftsmanagement im "Dritten Reich": Geschichte der Generalverwaltung der Kaiser-Wilhelm-Gesellschaft, Band 2, Band 15 von Geschichte der Kaiser-Wilhelm-Gesellschaft im Nationalsozialismus, 2007, (p. 97), En ligne